# RCA-Kassette

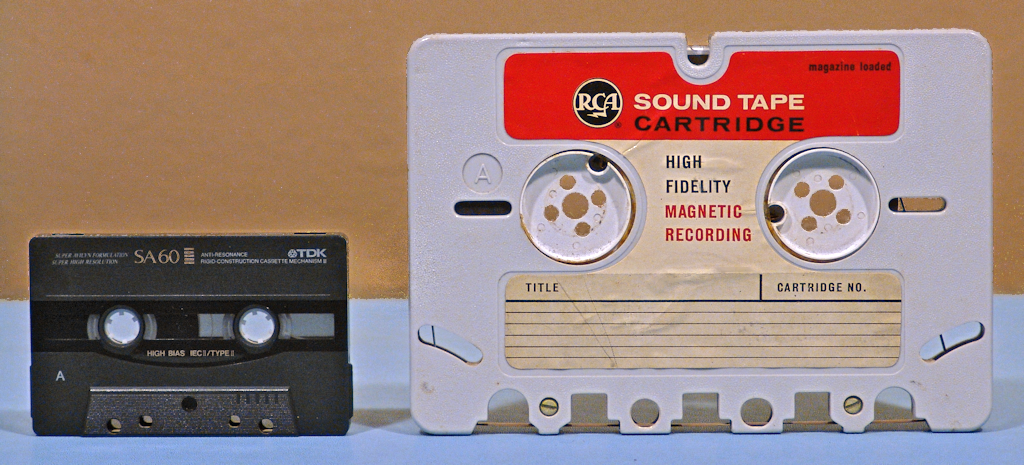
Größenvergleich der RCA-Kassette (rechts) zur
Compact Cassette (links)

Die RCA-Kassette, auch RCA tape cartridge oder Magazine Loading Cartridge (Magazinladekassette) genannt, ist eine Magnetbandkassette, die auf ¼-Zoll Magnetbandrollentechnik in Qualität und Stereofonie für den Privatkundenmarkt bot. Nach vier Jahren technischer Entwicklung brachte sie RCA im Jahr 1958 in den USA auf den Markt. 1964 verschwand sie aus dem Einzelhandel. Dieser Zeitpunkt fiel mit der Einführung der stereofonen Schallplatte zusammen.

## Beschreibung
Der Vorzug der RCA-Kassette gegenüber Rollentonbändern war der Komfort, weder das Band einfädeln zu müssen noch zum Wechseln des Bandes die Aufwickelrolle durch Zurückspulen wieder leer bekommen zu müssen. Dasselbe Designkonzept wurde 1962 bei der Kompaktkassette von Philips benutzt. Ebenso kann die RCA-Kassette beidseitig bespielt werden. Einige Kassettenrekorder für RCA-Kassetten verfügen über einen Autoreverse-Mechanismus und können das Band kontinuierlich abspielen.
Die Standard-Bandgeschwindigkeit von 9,525 cm/s (3¾ Zoll/s) ist identisch zur 8-Spur-Kassette. Es ist das Doppelte der Kompaktkassette und die Hälfte der höchsten Geschwindigkeit von Tonbandgeräten für den damaligen Privatkundenmarkt, die aus Gründen der Tonqualität Bandgeschwindigkeiten bis zu 19 cm/s fahren, zudem ½ und teils ¼ und ⅛ fahren können.
Das Band der RCA-Kassette ist in vier einzelne Tonspuren aufgeteilt, die eine typische Spielzeit von 30 Minuten Stereoton pro Seite bieten. In der Betriebsart Mono fasst eine Kassette die doppelte Spielzeit. Einige Geräte können auf halbe Bandgeschwindigkeit von 4,7625 cm/s (= 1⅞ Zoll/s) umgeschaltet werden und dadurch die Spielzeit auf Kosten der Klangqualität noch einmal verdoppeln. Mit den damaligen Bandmaterialien eignete sich diese Geschwindigkeit nur zur Aufzeichnung von Sprache.
Die Lage der Tonspuren, die Breite des Bandes und die Geschwindigkeit der RCA-Kassette sind kompatibel zu Spulentonbändern. Es ist möglich, das Band aus der RCA-Kassette zu entnehmen und auf einem Tonbandgerät wiederzugeben. RCA bot einen Adapter für kleinere Rollengrößen an.
Anders als bei der Kompaktkassette enthält die RCA-Kassette eine Rollenbremse, die verhindert, dass sich das Band abwickelt, wenn die Kassette aus dem Laufwerk entnommen wird. Sie wird an einem Spalt zwischen den Rollen an der gegenüber dem Tonkopf liegenden Seite gelöst. Trotz des Komforts der RCA-Kassette war sie kein Erfolg. Zudem kam RCA nur langsam der Nachfrage des heimischen Marktes nach. Eine Kassette kostete im Jahr 1960 4,50 USD (bei heutiger Kaufkraft: 41 USD), ein 1200 Fuß langes Magnetband auf Spule kostete zur selben Zeit 3,50 USD, nach heutiger Kaufkraft: 32 USD. 1964 verschwand die RCA Kassette aus dem Einzelhandel.
1976 führte Sony mit der Elcaset ein ähnliches System ein, das sich ebenfalls nicht lange am Markt halten konnte.